# Pietro Modoliense
Pietro Modoliense (Mottola, Itália, século XI — Itália, c. 1117) foi um cardeal italiano da Igreja Católica.

## Biografia
Pietro nasceu na comuna italiana de Mottola em meados do século XI.
No consistório de 1100, foi criado cardeal-presbítero de São Sisto pelo Papa Pascoal II.
Ele morreu por volta de 1117.